# Botulizem
Botulízem (lat. botulismus) je bolezen zaradi okužbe z nevrotoksinom botulinom, ki ga proizvajajo bakterije Clostridium botulinum in se kaže z ohromitvijo mišic, ki poteka po telesu od zgoraj navzdol.
Botulus je latinska beseda za klobaso. Do okužbe z botulinom pride namreč največkrat zaradi zastrupitve z neustrezno konzervirano hrano. Clostridium botulinum je anaerobna bakterija in se zato zlasti v nepravilno pripravljenih konzervah uspešno razmnožuje. V tem primeru je konzerva (pločevinka) pogosto napihnjena in že na videz neuporabna. Znane so tudi zastrupitve z medom pri dojenčkih. Med lahko namreč vsebuje bakterijske spore, ki se nato po zaužitju aktivirajo v črevesju in proizvajajo ter izločajo botulin.
Eden najbolj znanih primerov botulizma se je zgodil leta 1922 blizu jezera Loch Maree na Škotskem, kjer je umrlo osem ribičev zaradi zaužitja zastrupljene ribje paštete.

## Povzročitelj
Clostridium botulinum je po Gramu pozitiven obligatno anaeroben sporogen bacil. Njegove spore najdemo v zemlji in morskih usedlinah po vsem svetu. Kolonizirajo tudi prebavila rib, ptic in sesalcev. So termostabilne, odporne proti izsušitvi, žarkom UV, alkoholom in fenolom in relativno neobčutljive na sevanje. V ugodnih razmerah, ki jih zagotavlja anaerobno okolje, ustrezna temperatura in primeren pH, spore klijejo. Iz njih se razvijejo vegetativne oblike – bacili, ki se razmnožujejo in tvorijo toksin, ki se sprosti po razpadu celice.

## Način prenosa
Večina okužb je posledica uživanja doma pripravljene hrane, ki je nepravilno konzervirana ali neprimerno toplotno obdelana. Najpogosteje se okužba prenaša s suhim mesom, klobasami in nepravilno konzervirano zelenjavo in sadjem.
Posebna oblika je okužba dojenčkov. Ti zbolijo po zaužitju spor, ki se v črevesju spremenijo v vegetativno obliko in začnejo izločati nevrotoksin. Sicer so spore povzročitelja C. botulinum v okolju prisotne v velikem številu. Dokazali so jih na primer v hišnem prahu, na neoprani zelenjavi in sadju, v zemlji, na suhih zeliščih za pripravo čajev, v nerafiniranem sladkorju, medu in prahu mlečne formule. Vendar je zaenkrat med edini dokazani medij za prenos okužbe pri dojenčkih.
Lahko pride tudi do okužbe ran. V večini primerov so primeri okužbe ran povezani s podkožnim injiciranjem drog, lahko pa je vzrok tudi onesnaženje rane z zemljo.

## Simptomi
Botulin blokira prenos signala med živcem in mišico, saj zavre izločanje acetilholina v živčno-mišičnem stiku. Najprej so običajno prizadete mišice očesnih vek in bolnik zasledi motnje vida. Zenice se razširijo. Nadalje so prizadete ustnice, jezik, lica in žrelo. Bolnik ima suha usta ter občuti žejo, prizadeta sta tudi požiranje in govor. Vročina se običajno ne pojavi. V hujših primerih se ohromelost širi od glave navzdol na notranje organe; nastopi bljuvanje, driska, kasneje zaprtje in trebušni krči. Smrt nastopi zaradi zastoja dihanja (ker pride do ohromitve dihalih mišic) in/ali zastoja srca (zaradi ohromelosti srčne mišice).
Znaki botulizma rane so razen znakov s strani prebavil enaki kot pri botulizmu po zaužitju hrane. Pogosto se pojavi povišana temperaturo, možne so enostranske motnje zaznavanja senzoričnih dražljajev.
Prvi znak bolezni pri dojenčku je običajno zaprtje, ki ga spremljata slabše hranjenje in mišična oslabelost. Z napredovanjem bolezni se pojavi descendentna ohlapna ohromelost. Najprej so prizadeti obrazni
živci, kar se kaže z brezizraznim obrazom, ptozo in šibkim jokom. Sesalni, žrelni, požiralni in kornealni refleksi so oslabljeni ali odsotni. Težave se stopnjujejo en do dva tedna, nato pa po dveh do treh tednih običajno postopno pričnejo
izzvenevati. Okrevanje je zelo počasno, vendar popolno. V nekaterih primerih pa lahko botulizem dojenčka poteka fulminantno in menijo, da morda botulizem povzroči znaten delež nenadnih nepojasnjenih smrti dojenčkov.

## Zdravljenje
Zdravljenje temelji na odstranitvi strupa iz prebavil, ki se še ni vsrkal v krvni obtok, ter na lajšanju simptomov. Obstajajo protistrupi, ki v krvnem obtoku inaktivirajo botulin tipov A, B in E. Uporaba protistrupa v teh primerih zniža smrtnost iz 90 % na okoli 10–15 %. Za botulin tipa F zaenkrat protistrupa ne poznamo. 
Znaki ohromelosti mišičja ostanejo zelo dolgo, tudi več mesecev po okužbi.

## Epidemiologija
Obolevnost je odvisna od prehranskih in higienskih navad prebivalstva. Pojavlja se v obliki epidemij (predvsem zastrupitve s hrano) ali sporadično. Pogostnost bolezni ostaja v zadnjih letih v Evropski uniji nespremenjena in je bila leta 2006 ocenjena na 0,024 primera na 100.000 prebivalcev. V Sloveniji so med letoma 1998 in 2009 prijavili 14 primerov, dva človeka sta umrla. Pri vseh je bil vzrok okužba s hrano.
Botulizem pri dojenčku je v Evropi bolezen redka; od leta 1976 do 2011 je bilo prijavljenih 96 primerov, od tega skoraj tretjina v Italiji. V Sloveniji je bil prvi prijavljeni primer leta 2013, pri katerem pa je vir okužbe ostal nepojasnjen. Pojavnost okužbe je verjetno podcenjena zaradi neprepoznane klinične slike, nedostopnosti ustreznih mikrobioloških preiskav in blagih oblik bolezni, ki jih otroci prebolijo v domačem okolju.